# Депутаты Верховного Совета РСФСР от АССР Немцев Поволжья

Депутаты Верховного Совета РСФСР от АССР немцев Поволжья
Автономия поволжских немцев в составе РСФСР существовала до 28 августа 1941 года.
Депутаты от АССР избирались в Верховный Совет РСФСР 1 созыва 26 июня 1938 года.
1. Аношин, Иван Семенович — Энгельский округ.
2. Васильев, Владимир Николаевич — Краснокутский округ.
3. Рессин, Илья Залманович — Марксштадтский округ.
4. Гекман, Александр Иванович — Бальцерский округ.